# St. Nikolaus (Świebodzice)

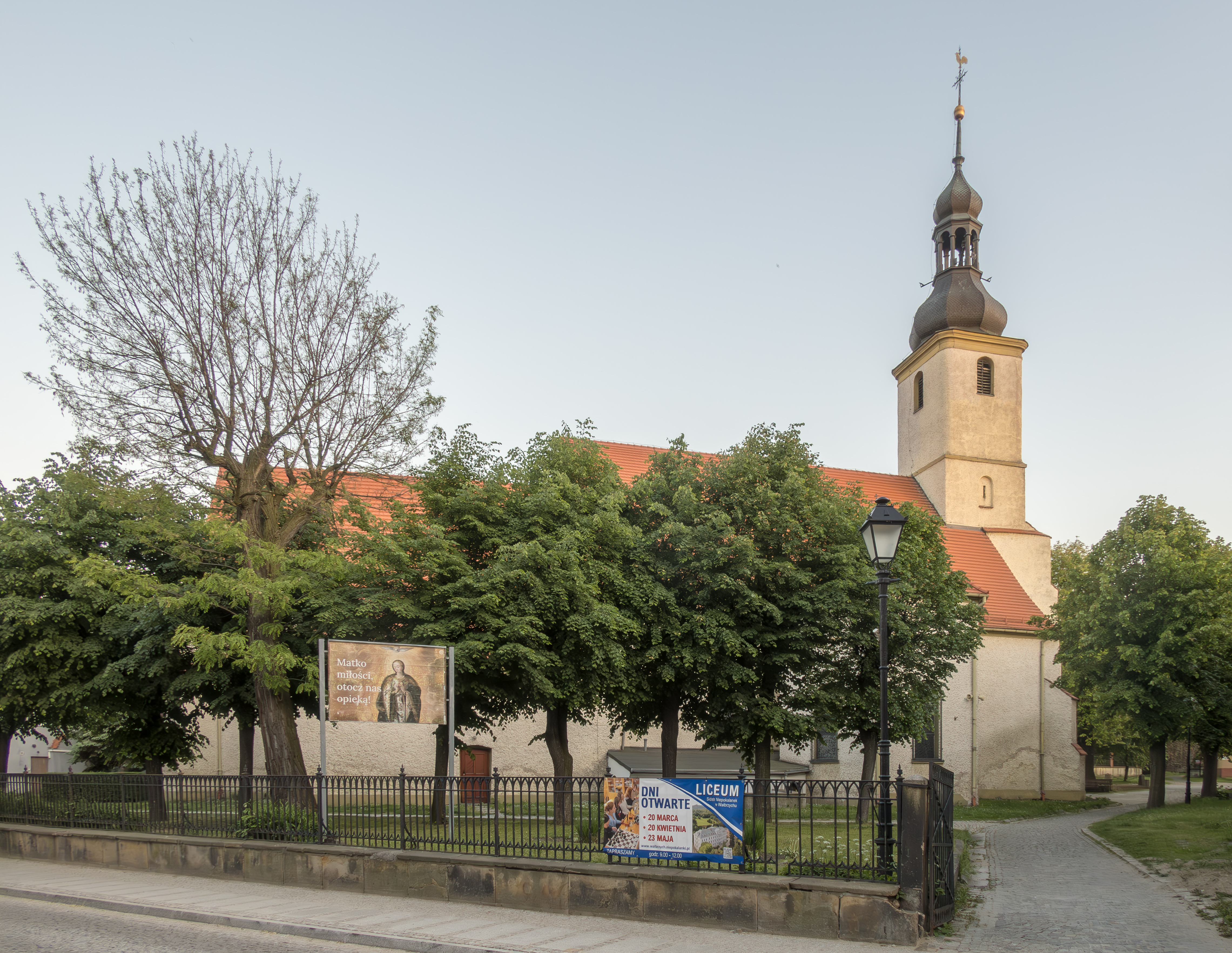
St. Nikolaus Freiburg/Schlesien

Die Kirche St. Nikolaus (polnisch Kościół św. Mikołaja) ist eine römisch-katholische Pfarrkirche in  Świebodzice (deutsch: Freiburg in Schlesien) im Powiat Świdnicki der Woiwodschaft Niederschlesien in Polen. 

## Geschichte
Die Pfarrkirche St. Nikolaus wurde erstmals 1228 erwähnt. 'Damals wurde sie durch den Breslauer Bischof Lorenz geweiht. In der ersten Hälfte des 14. Jahrhunderts wurde sie erweitert. Mit der Reformation im 16. Jahrhundert wurde die Kirche evangelisch. Im Zuge der Gegenreformation wurde sie 1653 den Katholiken zurückgegeben. Die Protestanten wurden an die Schweidnitzer Friedenskirche verwiesen. 1616 wurde die Kirche erweitert und 1746 umgebaut. Am 26. Juli 1774 brannte sie fast vollständig nieder, nur der Chor blieb erhalten. Dessen spätromanische Seitenwände bilden den ältesten Teil der heutigen Kirche. Der Wiederaufbau war erst 1811 abgeschlossen. Unter der damals errichteten Kapelle wurde im Jahr 2014 die Krypta mit der Grablege des Adelsgeschlechts Hochberg wiederentdeckt.

## Bauwerk
Die gotische Kirche St. Nikolaus erhebt sich einschiffig auf rechteckigem Grundriss. Das Kirchenschiff ist ein weiß verputzter Ziegelbau mit Rundbogenfenstern, die Holzdecke wurde vermutlich erst beim Wiederaufbau im 19. Jahrhundert eingezogen. An das Kirchenschiff schließt sich im Osten ein rechteckiger, zweijochiger Chor mit Kreuzrippengewölbe vom Ende des 13. Jahrhunderts an. An die Nordfassade des Kirchenschiffs ist die sechseckige Heiliggrabkapelle angefügt. Der Westturm mit rechteckigem Grundriss und im Obergeschoss mit abgerundeten Ecken trägt eine Zwiebelhaube mit bekrönender Laterne.
Nach Süden an den Chor angebaut ist die Hochberg-Kapelle, worauf das in einer Lünette über dem Portal angebrachte Familienwappen hinweist. Die Hochbergs sind ein altes schlesisches Adelsgeschlecht, das bis Kriegsende 1945 seinen Schwerpunkt in Schlesien hatte. In der Krypta befinden sich reich verzierte vergoldete Metallsarkophage aus schlesischer Werkstatt, mit allegorischen Darstellungen, Emblemen, Wappen und eingravierten Inschriften in lateinischer und deutscher Sprache.
Der barocke Hauptaltar und Kanzel entstanden um 1850, die Seitenaltäre und die Orgel nach 1811. Zwei Statuen links und rechts am hölzernen Hauptaltar stellen die hl. Hedwig, Schutzpatronin von Schlesien und den hl. Nikolaus, dar. Das farbig gefasste Sakramentshaus entstand 1352. Das Taufbecken stammt aus dem 17. Jahrhundert.
Den Kircheninnenraum schließt eine heute nur mittig verlaufende säulengestützte flache hölzerne Kassettendecke. Auf der hölzernen Westempore mit ausbauchender Brüstung befindet sich die Orgel mit Orgelprospekt im Stil der Neorenaissance.
Das Gemälde mit dem hl. Christophorus an der Langhauswand entstand im zweiten Viertel des 14. Jahrhunderts. An der Südwand der Vorhalle wurden Wandmalereien aus dem 16. Jahrhundert freigelegt.